# Garden Reach Shipbuilders & Engineers
Garden Reach Shipbuilders & Engineers Ltd,, en abrégé GRSE, est l'un des principaux chantiers navals indiens, situé à Calcuta, au Bengale-Occidental. Il construit et répare des navires commerciaux et navals. Actuellement, GRSE a également commencé à construire des navires d'exportation dans le but d'étendre ses activités.
Fondée en 1884 en tant que petite entreprise privée sur la rive orientale de la rivière Hooghly, elle a été rebaptisée Garden Reach Workshop en 1916. La société a été nationalisée par le gouvernement indien en 1960 et a reçu le statut de Miniratna, avec l'autonomie financière et opérationnelle qui l'accompagne, en septembre 2006. C'est le premier chantier naval indien à avoir construit 100 navires de guerre.

## Installations
La GRSE dispose d'installations de construction navale à Calcutta et à Ranchi.
Elle dispose d'un grand centre de conception assistée par ordinateur (CAO) pour la modélisation et la conception des navires. Il y a quatre ateliers pour la préparation des tôles et la fabrication de l'acier.
La GRSE dispose d'une cale sèche pour les navires jusqu'à 26 000 tonnes de port en lourd (TPL). Elle dispose d'un poste de mouillage et de deux cales pour la construction des coques. Elle dispose d'un bassin humide couvert tous temps sans marée pour l'armement des navires de petite et moyenne taille et d'un autre complexe d'armement pour les navires à trois postes d'amarrage à quai. En outre, il dispose de deux jetées fluviales pour l'accostage de petits navires jusqu'à 60 mètres de long. La GRSE dispose d'installations de réparation et de révision des moteurs à Ranchi.
La GRSE dispose également d'une Usine de moteurs diesel à Ranchi (moteurs sous licence).
Le 1er juillet 2006, la GRSE a acquis le chantier naval déficitairu de Rajabagan Dockyard (RBD) de la Central Inland Water Transport Corporation (CIWTC). Les installations du RBD, avec ses 600 mètres de front de mer, ont permis d'alléger certaines des contraintes d'espace de la GRSE et d'augmenter sa capacité de production
.
À partir de 2011, le chantier naval est engagé dans un programme de modernisation de ₹530 crore (74 millions de dollars US), qui devrait être achevé d'ici mars 2012. La deuxième phase du programme de modernisation a commencé en juin 2013.

## Navires construits

### Navires commerciaux
Parmi les navires commerciaux et scientifiques, la GRSE construit des navires de recherche océanographique et hydrographique, des navires de recherche en acoustique marine, des dragues non propulsées, des dragues à benne preneuse, des dragues suceuses à benne traînante, des remorqueurs et des vraquiers.

### Navires de guerre

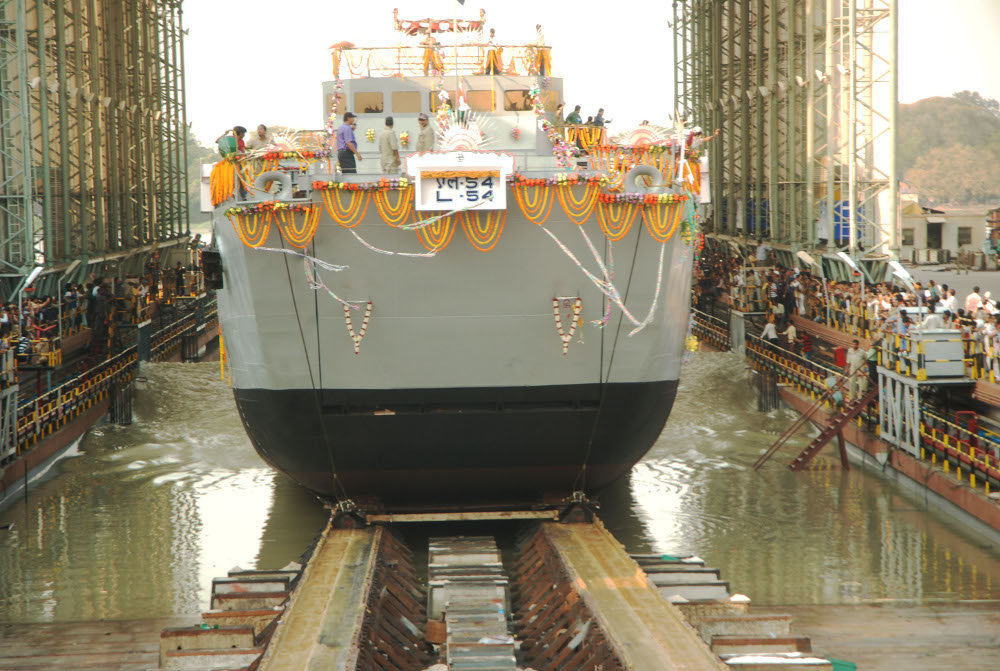

La GRSE a conçu et construit un certain nombre de navires de guerre et de patrouilleurs pour la marine indienne et les garde-côtes. Les navires construits à la GRSE comprennent des frégates avec des missiles guidés, des corvettes, des navires-citernes, des patrouilleurs rapides, des navires de guerre amphibies et des aéroglisseurs.
La GRSE a construit les navires auxiliaires de la classe Aditya, des frégates de la classe Brahmapoutre, deux corvettes des classes Khukri et Kora-. Elle a construit tous les patrouilleurs des classes Seaward, Trinkat, Bangaram et Car Nicobar,.
Parmi les navires de guerre amphibies qu'elle a construits, on trouve les classes Magar et Shardul. En septembre 2011, elle a obtenu un contrat de ₹2,176 crore pour la construction de huit navires de débarquement utilitaires.
Le 18 février 2015, le gouvernement indien a approuvé la construction de sept frégates de la classe Projet 17A, dont trois seront construites par Garden Reach Shipbuilding.

### Exportations
La GRSE a livré la corvette MCGS Barracuda à l'île Maurice le 20 décembre 2014. Le contrat était d'une valeur de 58,5 millions de dollars. Avec cela, l'Inde va rejoindre le club d'élite des exportateurs de navires de guerre. Le patrouilleur hauturier mauricien est doté d'un système de passerelle intégré, de commandes et de moteurs principaux de pointe et peut accueillir 83 membres d'équipage. Il mesure 74,10 mètres (243,1 ft) de long et 11,40 mètres (37,4 ft) de large et sera capable de se déplacer à une vitesse maximale de 22 nœuds (41 km/h) avec un déplacement approximatif de 1 350 tonnes.
La GRSE a été présélectionnée pour un projet de patrouilleur pour le Vietnam d'une valeur de ₹600 crore (84 millions de dollars US) et fait également une offre pour une commande de deux frégates pour les Philippines,.
La GRSE a été le plus bas soumissionnaire pour la fourniture de deux frégates légères aux Philippines et espère recevoir le contrat de plus de 321 millions de dollars dans les deux prochains mois. Quatre entreprises au total se sont jointes à l'appel d'offres pour le projet de la marine philippine : GRSE ; Hyundai Heavy Industries Inc. et Daewoo Shipbuilding & Marine Engineering Co. Ltd, toutes deux de Corée du Sud; et Navantia S.A. en Espagne. La frégate légère de la GRSE sera une conception basée sur la corvette anti-sous-marine de la classe Kamorta de la marine indienne et sera capable de résister à Force 9, ce qui signifie qu'elle peut supporter une hauteur de vague allant jusqu'à 9 mètres.